# Улієшть (комуна)
Улієшть, Улієшті (рум. Uliești) — комуна у повіті Димбовіца в Румунії. До складу комуни входять такі села (дані про населення за 2002 рік):
- Жугурень (650 осіб)
- Кройторі (963 особи)
- Минестіоара (704 особи)
- Олтень (185 осіб)
- Рагу (793 особи)
- Ставрополія (216 осіб)
- Улієшть (613 осіб)
- Хану-луй-Пале (408 осіб)

Комуна розташована на відстані 55 км на захід від Бухареста, 37 км на південь від Тирговіште, 131 км на схід від Крайови, 119 км на південь від Брашова.

## Населення
За даними перепису населення 2002 року у комуні проживали 4532 особи.
Національний склад населення комуни:
| Національність | Кількість осіб | Відсоток |
| -------------- | -------------- | -------- |
| румуни         | 4530           | > 99,9%  |
| українці       | 1              | < 0,1%   |

Рідною мовою назвали:
| Мова      | Кількість осіб | Відсоток |
| --------- | -------------- | -------- |
| румунська | 4530           | > 99,9%  |
| угорська  | 1              | < 0,1%   |

Склад населення комуни за віросповіданням:
| Релігія       | Кількість осіб | Відсоток |
| ------------- | -------------- | -------- |
| православні   | 4486           | 99,0%    |
| п'ятдесятники | 31             | 0,7%     |
| бретрени      | 5              | 0,1%     |
| римо-католики | 4              | 0,1%     |
| лютерани      | 3              | 0,1%     |
| реформати     | 2              | < 0,1%   |
| мусульмани    | 1              | < 0,1%   |